# Uzeyir Hadjibeyli
Uzeyir Hadjibeyli ou Uzeyir Hadjibeyov (en azéri : Üzeyir bəy Əbdülhüseyn oğlu Hacıbəyov) (1885–1948) est un compositeur, chef d'orchestre, scientifique, producteur, professeur et traducteur  azéri. Membre titulaire de l'Académie nationale des sciences d'Azerbaïdjan (1945), professeur (1940), recteur du Conservatoire national de musique d'Azerbaïdjan (1928-1929, 1939-1948), président de l'Union des compositeurs de la RSS d'Azerbaïdjan (1938-1948), député du Soviet suprême de l'URSS (1937, 1941), membre du PCUS dès 1938, ce personnage public et musicien éminent de l'Azerbaïdjan est en outre l'auteur des hymnes de la RSS d'Azerbaïdjan et de l'Azerbaïdjan. Il est le premier auteur musulman d'opéra,.

## Biographie
Üzeyir Hacıbəyov est né le 6 (18) septembre 1885 dans le village Agdjibedi du département de Shusha d'un scribe villageois Abdulhusseyn Hadjibeyov et Shirinbeyim-khanum de la famille Aliverdibeyov. Peu après sa naissance, la famille Hadjibeyov déménage à Shousha, l'un des grands centres de la culture azerbaïdjanaise, où grandit le compositeur. Le père du futur compositeur fut pendant longtemps secrétaire personnel de la poétesse et de la personne publique azerbaïdjanaise, fille du khan de Karabakh – Khurshudbanou Natavan, qui a eu un impact important sur son éducation. Cette relation a ouvert devant le jeune Uzeïr la voie aux meilleures unions musicales –« mejlis » de Shousha. Dans son adolescence, Uzeïr Hadjibeyov prenait des cours de chants de mougham et apprenait à jouer de quelques instruments de musique traditionnels. Dans le spectacle théâtral de 1897 de « Madjnoun sur la tombe de Leyli (épisode de la légende Leyli et Madjnoun), dont les auteurs sont Abdouraguim Akhverdiyev et Djabbar Qaryaghdioqlu, Uzeïr chantait dans la chorale d'accompagnement. Ayant terminé le medressé et l'école russo-tatare de deux ans, Hadjibeyov étudiait au séminaire d'instituteur de 1899 à 1904 à Qori. Dans le séminaire, Hadjibeyov faisait du violon, du violoncelle et des instruments à vent. Là, il a fait connaissance de Muslum Magomayev (grand-père du chanteur). Durant les quatre années qui suivent, il est professeur dans les écoles de Gadrout et de Bakou. En 1905, Uzeïr Hadjibeyov enseignait à Bakou, à l'école de Bibi-Eybat et ensuite à l'école « Saadat », où il enseignait plusieurs matières. En même temps, il était interprète au journal « Hayat », plus tard à« Irshad ». En 1911, Hadjibeyov est parti à Moscou pour continuer son éducation musicale. Alexandre Ilinski était son professeur de musique (Nikolaï Ladoukhin était professeur de solfège, professeur d'harmonie- N.N. Sokolovski). Puis, il a déménagé à Saint-Petersbourg pour étudier au Conservatoire de musique. Son ami, Muslum Magomayev, lui a fourni une aide financière.
Dans la période du 1914 à 1918, Hadjibeyov était rédacteur, et puis propriétaire du journal « Yeni iqbal », plus tard rédacteur du journal « Azerbaïdjan ». De juin à septembre 1918 il dirigeait la tournée des artistes d'opéra azerbaïdjanais dans les villes iraniennes Enzeli et Rasht. En 1920, le pouvoir soviétique a été établi en Azerbaïdjan. La même année, le compositeur a présenté le rapport au Commissariat d'enseignement de la RSS d'Azerbaïdjan concernant l'inauguration de l'Académie de musique et le Conservatoire public, ainsi que le passage en leur possession des écoles de musique. Dans les années qui suivent Uzeïr Hadjibeyov dirigeait l'école de musique turque, créée à son initiative. En 1925, on l'élit député du Conseil de Bakou des députés des travailleurs et l'année suivante il devient adjoint au recteur du conservatoire national azerbaïdjanais.
En 1931, Uzeïr Hadjibeyov a créé l'orchestre des instruments traditionnels, et en 1936 — le chœur national. Le 7 mai 1938, Uzeïr-bek a fait la demande pour adhérer au parti communiste. Le Comité central du PKSS, compte tenu de ses services l'a pris dans ses rangs comme exception, sans passer de stage. Un an plus tard le compositeur a été nommé recteur du Conservatoire national d'Azerbaïdjan et la même année, c'est-à-dire en 1936, il a été élu membre du Comité d'organisation du 1er congrès de l'Union des compositeurs soviétiques. En septembre 1945, U. Hadjibeyov a été nommé directeur de l'Institut des beaux-arts de l'Académie des sciences d'Azerbaïdjan. Le compositeur est décédé le 23 novembre 1948 à Bakou à la suite d'insuffisance cardiaque. Il est enterré dans l'allée d'honneur à Bakou,.

### Vie privée

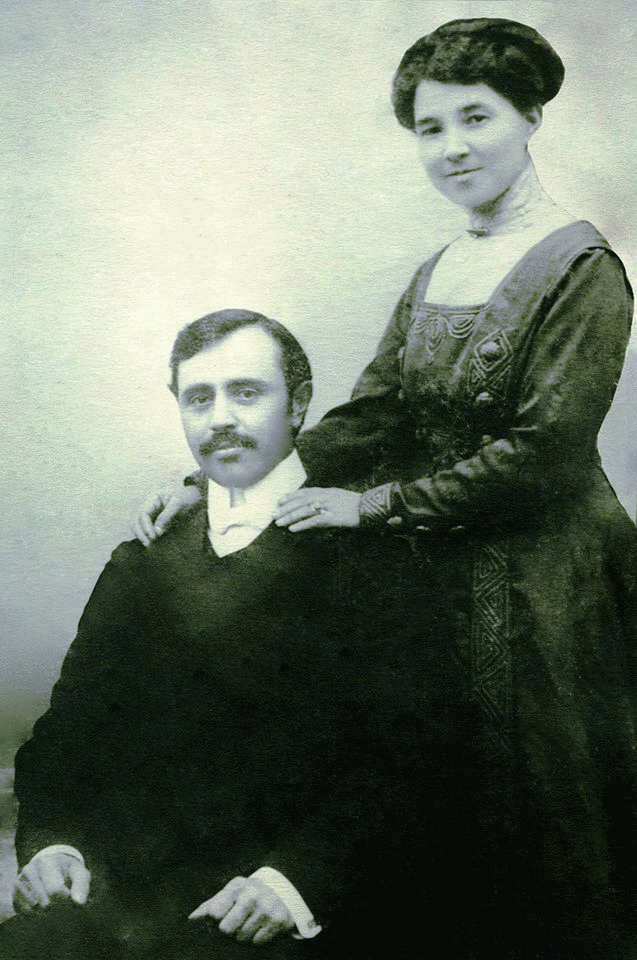
Uzeyir Hadjibeyov avec sa femme

En 1909, Uzeïr Hadjibeyov a épousé Maleyka-khanum Teregoulova, membre de la famille connue en Azerbaïdjan, aussi bien qu'en Géorgie. L'autre des six sœurs des Teregoulov avait été mariée avec Muslim Magomayev-ainé. Après avoir reçu l'enseignement supérieur, Uzeïr Hadjibeyov habitait à Bakou avec sa femme et sa mère. Il parrainait les cinq enfants de sa sœur; il n'avait pas d'enfants. Le frère du compositeur avait émigré en France, mais cela n'a pas porté préjudice au compositeur, parce qu'il entretenait des relations avec son frère par l'intermédiaire de ses sœurs et d'autres parents. Il y avait toujours la menace d'arrestation et d'autres répressions du compositeur avant la mise en scène de l'opéra Keuroglou. Mais, après le triomphe du spectacle en 1938 à Moscou, l'auteur a été honoré du nom d'artiste du peuple de l'URSS, de l'ordre de Lénine et a été élu député du Soviet Suprême de l'URSS. C'était la reconnaissance de la part des dirigeants politiques du pays.

## Œuvre
L'œuvre d'Uzeïr Hadjibeyov a relié les styles musicaux orientaux et occidentaux; les éléments de la musique traditionnelle étaient adaptés aux traditions classiques européennes. En utilisant cette méthode, Hadjibeyov a créé le premier opéra azerbaïdjanais Leyli et Medjnoun en 1908 d'après les motifs du poème de Fuzuli. Son deuxième opéra Sheykh Sanan, créé en 1909, se distinguait du premier par son style et était composé de la musique d'auteur. Les quatre autres opéras, composés entre 1910 et 1915 étaient faits à la base du mougham traditionnel azerbaïdjanais : Rustam et Zohrab (1910), Chah Abbas et Khurchud Banou (1911), Asli et Kerem (1912), Garun et Leyla (1915). L'opéra Keroglu est considéré comme la meilleure œuvre du compositeur, composé en 1936. En 1941, U. Hadjibeyov a été honoré d'une prime Staline pour ce travail. En tout, il a écrit sept opéras et trois opérettes, Mari et femme (1909), Pas celle-ci, donc celle-là (1910) et Archine Mal-Alan (1913). Hadjibeyov est auteur de tous les livrets de ses compositions, excepté celui de Keroglu. Il avait laissé inachevé l'opéra « Firuza ». Cet opéra a été achevé par le compositeur Ismaïl Hadjibeyov.  Uzeïr  Hadjibeyov est le fondateur du nouveau genre de la musique vocale de chambre — romence-gazel. Il a créé des œuvres comme Sensiz (1941) et Sevguili djanan (1943),. Outre cela, Hadjibeyov est considéré comme fondateur de l'école azerbaïdjanaise d'opéra. V. Vinogradov dans son livre Uzeïr Hadjibeyov et la musique azerbaïdjanaise écrit : « Son mérite est vraiment grand. Ce n'est pas par hasard, que l'opéra est un genre de masse en Azerbaïdjan ».
— (extrait du livre de V. Vinogradov Uzeïr  Hadjibeyov et la musique azerbaïdjanaise)
En 1918, le compositeur a écrit l'hymne national de l'Azerbaïdjan. De 1920 à 1991 cet hymne n'était pas interprété à cause de l'adhésion de l‘Azerbaïdjan en URSS. Mais, en 1930, Uzeïr-bek a écrit les paroles et la musique du nouvel hymne de la RSS d'Azerbaïdjan à l'occasion du 10e anniversaire du Pouvoir Soviétique, qui a été interprété pour la première fois le 28 avril 1930 sous la direction du compositeur lui-même. Compte tenu du fait que l'hymne national de 1930 était proche du genre de la cantate, on l'appelle cantate. Déjà en 1944, Uzeïr Hadjibeyov compose le nouvel hymne de la république, interprété jusqu'à la sortie de l'Azerbaïdjan de l'URSS. En 1991, le vieil hymne de 1918 est devenu l'hymne national de l'Azerbaïdjan.

### L'opéraLeyli et Medjnoun

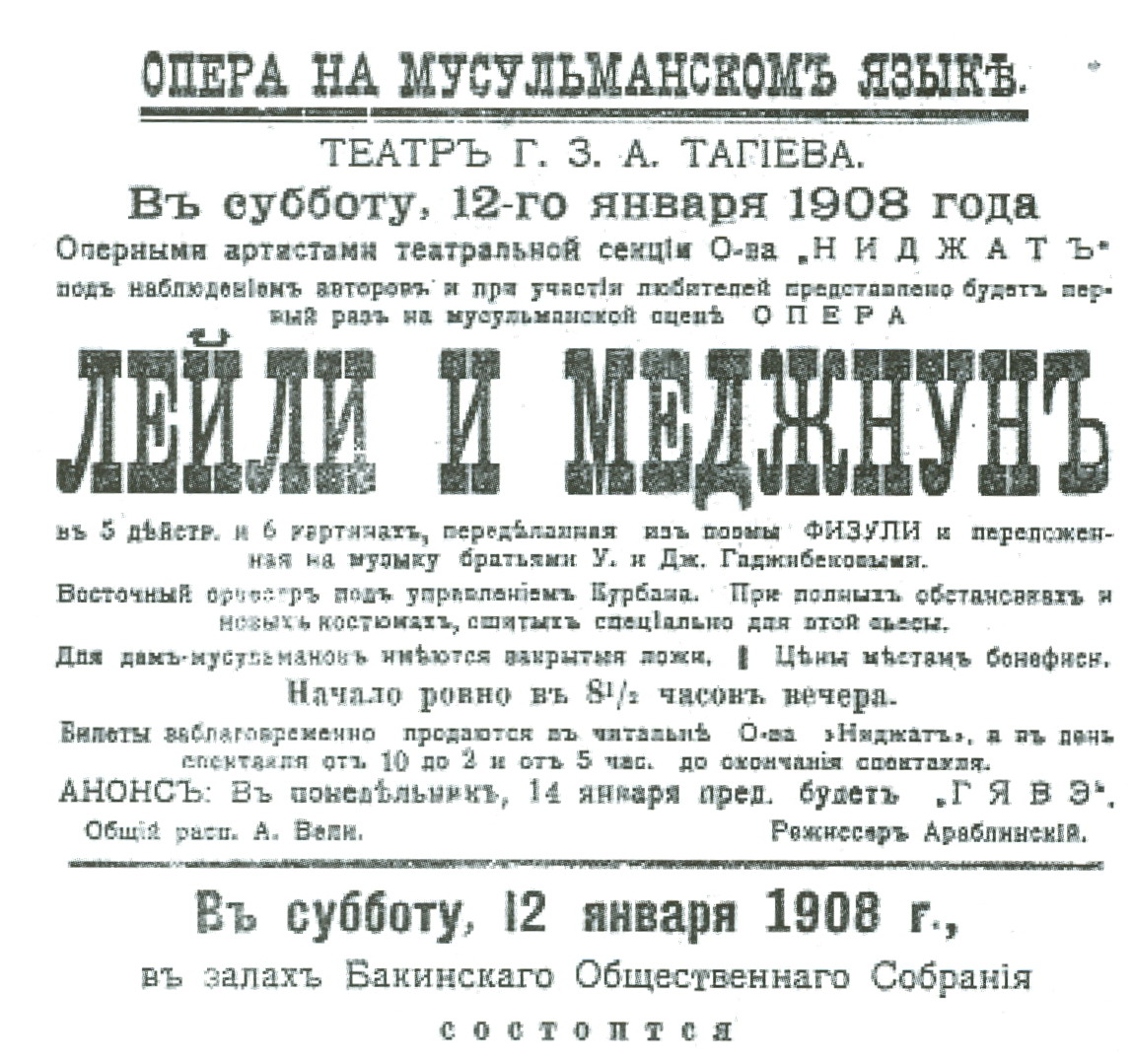
La première affiche Leyli et Majnun. Bakou, 1908

Le premier opéra azerbaïdjanais avait été écrit  par Uzeïr Hadjibeyov en 1907. Il a été achevé en 1908 et mise en scène à Bakou pour la première fois au théâtre du mécénat et magnat de pétrole, Haji Zeynalabdin Taghiyev. Dans la première mise en scène du spectacle participaient les représentants de la culture azerbaïdjanaise, devenus par la suite des personnalités publiques émérites et de grands artistes du peuple. Huseyngulu Sarabsky interprétait le rôle de Madjnoun, Gourban Pirimov jouait du tar, le compositeur jouait du violon dans l'orchestre. Le rôle de Leyli était interprété par un homme. Dans ses Mémoires, parus en 1930, H. Sarabsky écrit :
« Après ce spectacle, beaucoup de personnes m'appelaient Madjnoun. Ce nom m'était cher, j'en étais fier. Les gens qui me rencontraient en riant, maintenant me prenait au sérieux, me respectaient… »
La base de l'opéra azerbaïdjanais a été fondée par l'opéra d'Uzeïr Hadjibeyov Leyli et Madjnoun. Le compositeur est devenu fondateur du genre de l'opéra-mougham. Il se souvenait par la suite :
À l'époque, moi, auteur de l'opéra, ne connaissais que les bases du solfège, n'avais aucune idée de l'harmonie, contrepoint, formes musicales… Néanmoins, le succès de Leyli et Medjnoun était grand.  On peut l'expliquer, à mon avis, par le fait, que les Azerbaïdjanais attendaient déjà l'apparition sur scène de leur opéra national. Et cet opéra combinait la musique populaire traditionnelle et le sujet classique connu.
Uzeïr Hadjibeyov a choisi le poème de Leyli et Madjnoun (le poème est inspiré de la légende sur Leyli et Madjnoun et des genres de la musique traditionnelle) ce qui a positivement affecté la perception de l'ouvrage dans la société musulmane. Le premier spectacle en dehors du pays a eu lieu à Tiflis.
Conformément au décret du président de l'Azerbaïdjan, en 2008, en Azerbaïdjan on célébrait le 100e anniversaire de la création de l'opéra,. Jusqu'à 2009, il y a eu plus de 20 000 spectacles de Leyli et Medjnoun. 
Pendant un an, l'opéra Leyli et Medjnoun a fait partie d'un programme du projet « La voie de soie » du violoncelliste Yo-yo-ma, auquel avaient été utilisés des instruments traditionnels orientaux et avaient participé le maître de mougham Alim Qassimov et sa fille Farqana Qassimova. Aïda Husseynova, ethnomusicologue, professeur de l'université d'Indiana et de l'Académie de musique de Bakou était consultant du projet. Le 23 novembre 2008, la première mondiale de l'arrangement multimédias de l'opéra Leyli et Medjnoun s'est tenue à Doha, capitale de Qatar, dans l'interprétation de l'ensemble Yo-yo-ma avec les musiciens occidentaux et orientaux.

### L'opéretteArchine mal alan

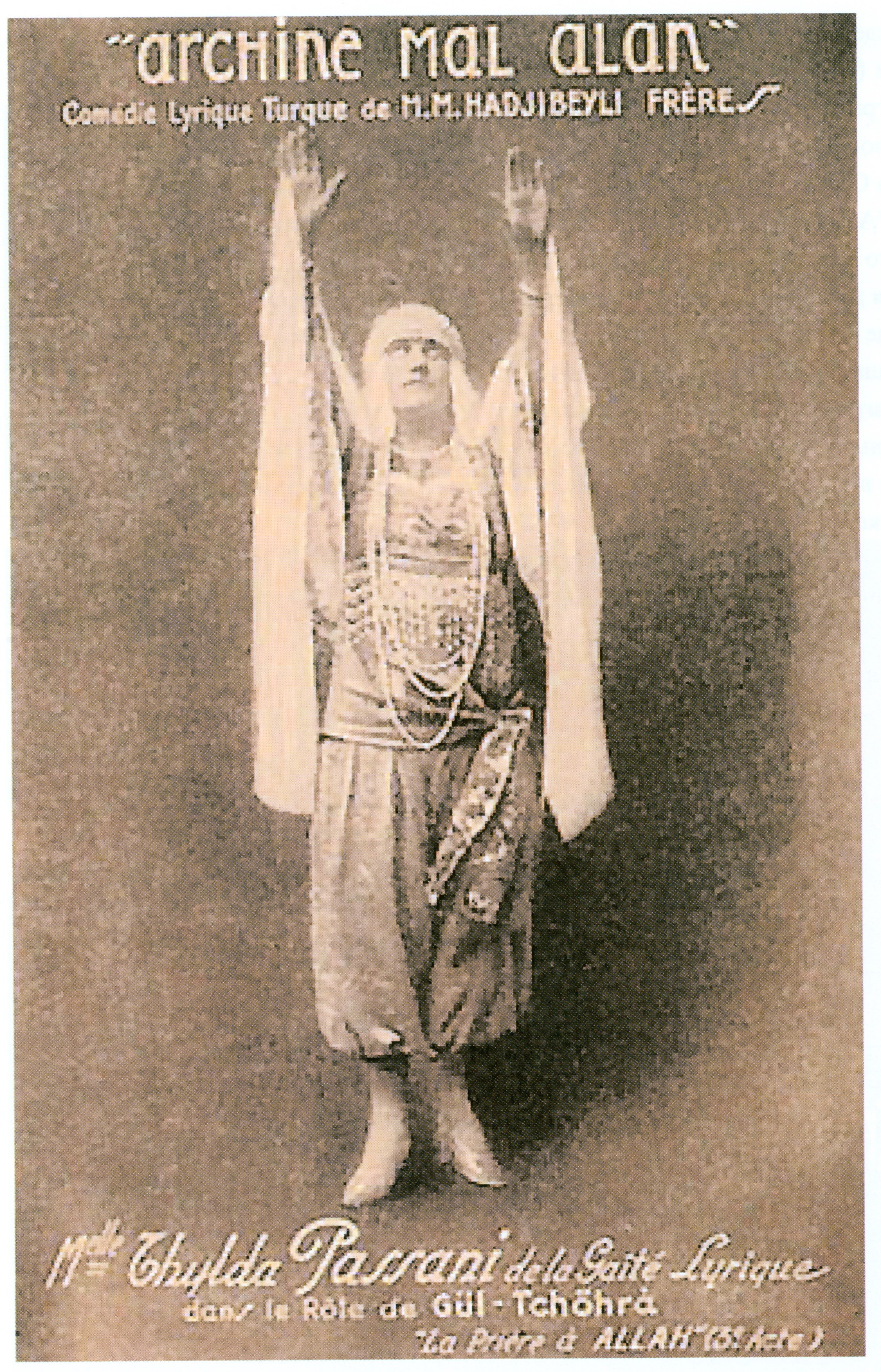
Affiche la mise Archine mal alan, Paris, 1925

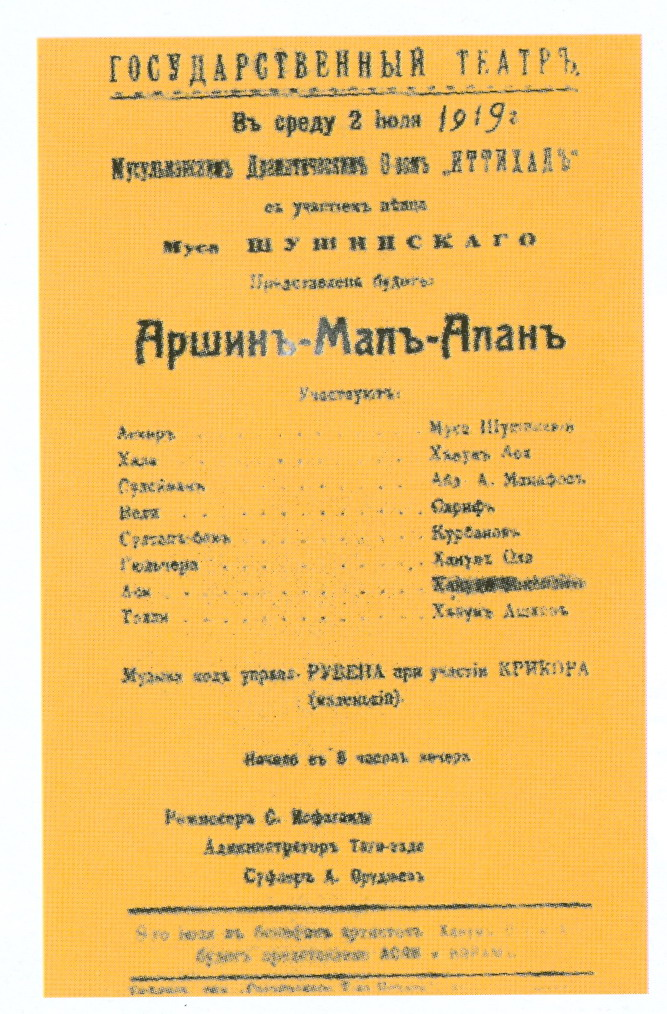
Affiche la mise Archine mal alan, Tiflis, 1919

Archine mal alan est l'une des opérettes les plus populaires d'Uzeïr Hadjibeyov. Elle a été composée en 1913 à Saint-Pétersbourg. L'action se passe à Shousha. L'histoire d'apparition de l'opérette Archine mal alan est décrite par la fille de Rachid Behboudov, Rashida de la manière suivante :
« Mon grand-père, Madjid-bey Beybutali, c'est ainsi qu'on appelait la famille de Beybutov dans les temps, possédait une voix extraordinaire et interprétait parfaitement les chansons populaires. Vers 30 ans il est devenu chanteur professionnel. Mais avant, il aidait son père : ayant rempli sa boîte de tissu en soie, il marchait le long des rues en criant : « Archine mal alan… » afin d'attirer l'attention des clientes. La silhouette du marchand est restée dans la mémoire du futur compositeur Uzeïr Hadjibeyov, et il a utilisé ce sujet dans son opérette ».
Toute la musique, excepté le mougham, est écrite par le compositeur lui-même. Seule une chanson populaire est citée au cours de l'opérette. L'air lyrique d'Asker est écrit dans le mode de «Shushter », quelques scènes et couplets Jahan dans le mode de « Shur » , etc.
D'autre part, l'air d'ouverture d'Asker et quelques rôles vocaux sont faits à L'Européen. La première de l'opérette Archine mal alan s'est tenue en 1918, dans le théâtre de Zeynalabdine Taghiyev. Plus tard, Archine mal alan a été traduite en 75 langues et mise en scène dans 187 théâtres des 76 pays : dans 16 villes de Géorgie, 17 villes de Bulgarie, 13 États des États-Unis, 17 villes de Pologne (1 500 fois), dans 28 villes de Russie, 8 villes de Chine etc,,,,. En 1919 la troupe des frères Hadjibeyov était en tournée à Istanbul, en Turquie. Cette tournée était tellement réussie, que les acteurs azerbaïdjanais ont dû louer le théâtre «Sharg» («Orient»)  pour quelques mois à Istanbul. Il faut également évoquer la mise en scène de l'opérette Archine mal alan dans le théâtre parisien «Fémina», dont la première a eu lieu le 4 juillet 1925. La traduction a été faite par Jeyhun bek, le frère de l'auteur. Les acteurs français interprétaient les rôles : Derval (Sultan-bek), Monte (Asker), Passani (Gultshohra), Magali (Assya) et d'autres. Un dramaturge polonais connu S. Povolotski se souvient :
« La première fois, j'ai entendu l'air d'Asker dans l'interprétation du grand chanteur Rachid Behboudov. Ensuite, j'ai vu le film Archine mal alan, dans lequel Rachid Behboudov a joué le rôle principal. J'ai été impressionné et amoureux de ce film. Quelque temps après, le chanteur aimé de tout le monde, vient en tournée en Pologne.
J'ai écouté une fois de plus l'air d'Asker d'Archine mal alan en polonais. Après le concert, j'ai proposé de traduire toute l'opérette en polonais. L'artiste a accepté ma proposition. »
— (d'après les mémoires de S. Povolotsky)
En 1954, l'opérette Archine mal alan a été montée en polonais dans le théâtre A. Venguerska à Belostok. Les rôles principaux ont été interprétés par E. Poreda et S. Voloshina. En 2004, la première de la nouvelle mise en scène a eu lieu sur la scène de l'École supérieure théâtrale Shukine auprès du théâtre national Vakhtangov avec la participation des acteurs populaires russes diplômés de l'École supérieure théâtrale Shukine. En 2007 l'opérette a été montée à Vienne.

### Pas celle-ci, donc celle-là
Écrite en 1910, l'opérette Pas celle-ci, donc celle-là est la deuxième comédie musicale du compositeur (après Le Mari et la Femme). Sa première avait eu lieu le 25 avril (8 mai) 1911 à Bakou au théâtre des frères Maïlov (actuel Théâtre National d'Opéra et du Ballet M.F. Akhundov). Les rôles principaux avaient été joués par : Meshedi ibad — Mirzaagha Aliyev, Sarvar — Husseyngulu Sarabsky, Gulnaz, fille de Rustam-bey—Ahmed Aghdamsky, Hassan-bey — M.Teregulov. Le chef d'orchestre était l'auteur de la comédie. Il y avait quelques versions de cette comédie; elle a été traduite en plusieurs langues et avait été mise en scène dans les villes de Transcaucasie, de Turquie, de Bulgarie, de Yémen, etc. Le libretto de la comédie a paru pour la première fois en 1912 à Bakou, dans l'imprimerie des frères Oroudjev. Initialement, elle consistait de trois actes. En 1915, après que la scène dans le bain a été écrite, elle est devenue comédie musicale en 4 actes. Dans cette œuvre, Uzeïr Hadjibeyov a utilisé la musique populaire azerbaïdjanaise et mougham ; pour son texte il a choisi les gazelles de Fuzuli.
Le personnage principal de la comédie est le quinquagénaire Meshadi Ibad, avec qui Rustam-bey appauvri veut marier sa fille Gulnaz de quinze ans, pour améliorer sa situation financière. Vers la fin de la comédie, Sarvar, le bien-aimé de Gulnaz, arrive à tromper Meshadi Ibad. Il veut épouser Gulnaz, et propose au riche quinquagénaire d'épouser Sanam, la bonne de Gulnaz, en disant : «Pas celle-ci, donc celle-là».
La comédie Pas celle-ci, donc celle-là est considérée comme l'une des œuvres les plus courageuses et de principes dans l'art théâtral azerbaïdjanais prérévolutionnaire. Et Hadjibeyov a pu montrer les conflits socio-ménagers de la réalité de la fin du XIXe et du début du XXe siècle. D'après Matthew O'Brien, au centre du sujet de cette comédie est la défense des droits des femmes.
La comédie Pas celle-ci, donc celle-là a été tournée en 1956 par le studio de cinéma Azerbaïdjanfilm. Elle a connu un très grand succès auprès des téléspectateurs.

### L'opéraKeroglou

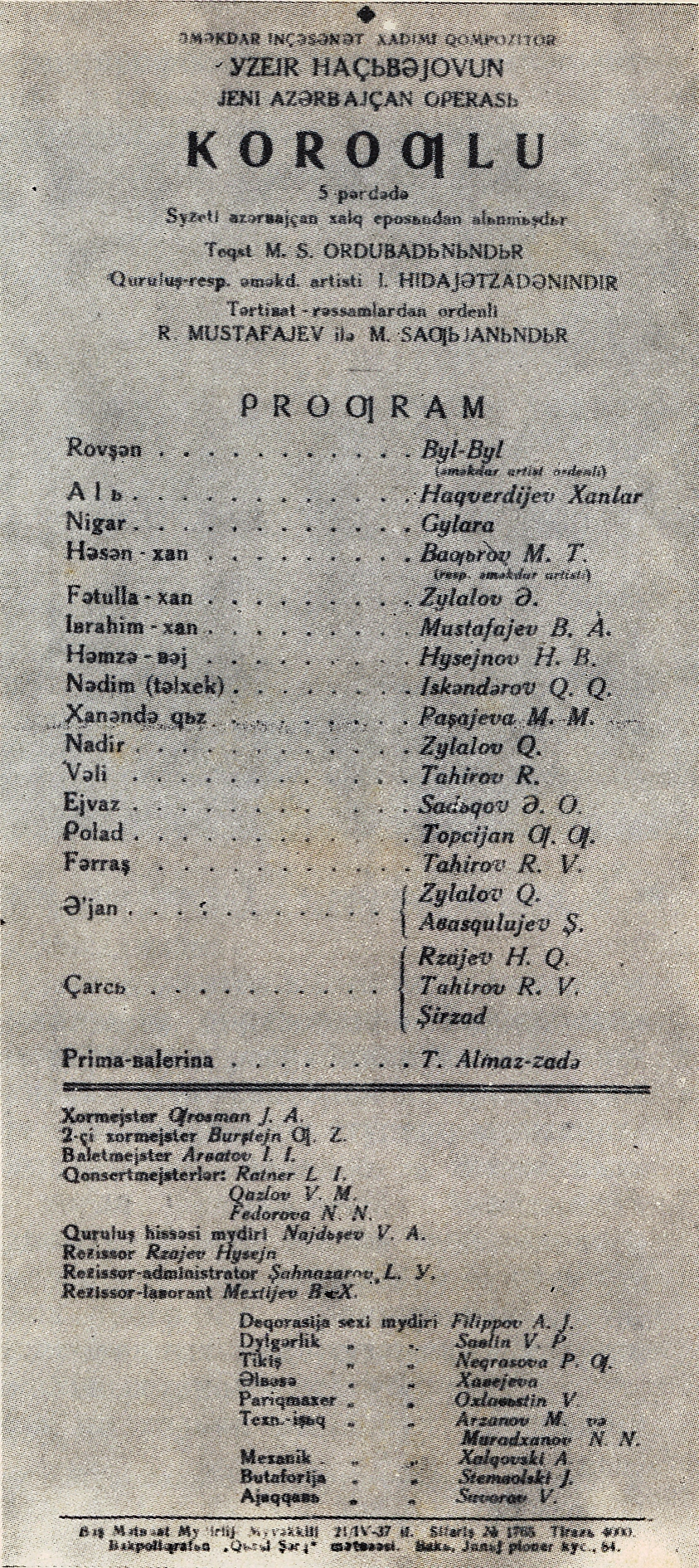
Le programme du premier spectacle de l'opéra Keroglou.

On considère l'opéra Keroglou comme l'un des plus connus dans l'héritage d'Uzeïr Hadjibeyov. C'est l'une des œuvres, écrites dans les années 1932-1936 et montée à Bakou en 1937. Plusieurs critiques l'apprécient comme la couronne d'œuvre musicale d'Uzeïr-bey, une sorte d'«encyclopédie style Hadjibeyov". Le libretto de l'opéra en cinq actes a été écrit par le compositeur lui-même en commun avec G.Ismaylov et un dramaturge célèbre azerbaïdjanais Mammad Said Ordubadi. Le sujet de l'opéra, étant l'épopée héroïque, est basé sur le dastan d'ashougue « Keroglou », connu aussi en dehors de l'Azerbaïdjan— au Caucase, en Asie centrale et au Proche Orient. Le caractère épique et héroïque du sujet, fait dans le style du mougham-opéra, souligne  des leitmotivs dynamiques, transmettant toute la gravité de la lutte des classes dans l'Azerbaïdjan médiévale. Le personnage principal de l'opéra est Keroglou, une image collective du peuple opprimé et luttant pour sa liberté ; le personnage négatif est Hassan-khan. Pour la première fois dans l'histoire de l'opéra azerbaïdjanais, le chœur composait la base de la mise en scène musicale et théâtrale, exprimant d'une façon monumentale la volonté du peuple. L'utilisation du chœur dans l'opéra Keroglou fut le début de l'utilisation du genre de cantate et oratorios par les compositeurs azerbaïdjanais dans leur œuvre ultérieure. Hadjibeyov a également largement inclus des danses dans l'opéra Keroglou ayant créé le fonds de la vie ménagère quotidienne afin de mieux souligner le caractère et la mentalité du peuple. Les scènes des danses ont poussé à la création et le développement ultérieur du ballet national. Uzeïr-bey écrivait : 
« J'ai un objectif de créer un opéra national selon la forme, en profitant des acquisitions de la culture musicale moderne… Keroglou est un ashougue, et il est chanté par les ashougues. C'est pourquoi, le style dominant de l'opéra est le style d'ashougue… Tous les éléments, propres à une œuvre lyrique — aires, duos, ensembles, récitatifs — sont présents dans l'opéra Keroglou. Mais ils sont construits sur la base des modes de la musique folklorique d'Azerbaïdjan.
Cet opéra de Hadjibeyov a été reconnu par les amateurs du genre lyrique de l'URSS, ainsi que par de hauts dirigeants du pays. En 1941, Uzeïr Hadjibeyov a reçu le prix Staline pour l'opéra « Keroglou ». La haute appréciation de l'opéra en URSS a ouvert la voie de la popularité du compositeur en Occident. Les rôles principaux avaient été interprétés par des artistes tels que Bulbul (Keroglou), Gulara Iskenderova (Nigar), M.Baghirov (Hassan-khan), G.Iskanderov (farceur). En 1938, le spectacle a été mis en scène à la Décade de l'art azerbaïdjanais à Moscou. À Bakou, en 1943, il y a eu la mise en scène de l'opéra en langue russe sous la direction de Niyazi. En 1975, le peintre et le réalisateur de cet opéra était Taïr Salakhov, par la suite célèbre peintre de l'URSS. L'opéra a été monté à Achgabat en turkmen, en 1939, à Erevan en arménien, en 1942 et à Tachkent en ouzbek, en 1950. L'opéra a été présenté au cours des tournées de concerts du Théâtre de l'Opéra et du Ballet dans les villes suivantes : Tebriz, Tbilissi, Kiev, Leningrad. En 1952, 1970 et 1985 ont été édités les partitions de l'opéra, on a effectué l'enregistrement. Ce n'est que le succès de « Keroglou », qui a incité des critiques occidentaux d'examiner et d'étudier l'œuvre d'Uzeïr Hadjibeyov et le classer dans la pléiade des compositeurs célèbres de la Russie et de l'Union Soviétique. À partir de 1940, l'opéra Keroglou d'Uzeïr Hadjibeyov était inclus dans le répertoire du Théâtre du Bolchoï.

## Apport à la culture et à l'éducation
Uzeïr Hadjibeyov était fondateur de nombreuses réformes dans le domaine de la culture azerbaïdjanaise. C'est le premier compositeur à avoir confié le rôle féminin dans son opéra à une femme, Shovket Mamédova et a organisé le concert de bienfaisance pour son étude en Italie.
Cependant, Uzeïr Hadjibeyov est connu dans son pays non seulement en tant que compositeur et bienfaiteur. Il est l'auteur de dictionnaires, d'articles scientifiques et de recueils, d'articles de journaux et d'articles satiriques. En 1907, a paru le dictionnaire « Russo-turc » et « Turco-russe» des termes politiques, juridiques, économiques et militaires, et en 1908, — «Les questions d'arithmétique». À l'époque de la République démocratique d'Azerbaïdjan, Uzeïr Hadjibeyov était rédacteur du journal quotidien L'Azerbaïdjan. Le 29 octobre 1918, son premier article avait été publié dans ce journal. En 1945, a été publié son ouvrage théorique intitulé Les Bases de la musique traditionnelle azerbaïdjanaise. Il a été traduit en trois langues et était réédité quelques fois. Dans la préface de cet ouvrage, le compositeur écrit :
«Pour moi, en tant que compositeur, mon travail concernant les bases de la  musique traditionnelle azerbaïdjanaise était d'une telle signification pratique, que j'ai pu écrire l'opéra « Keroglou ». 
Comme théoricien, Uzeïr Hadjibeyov a fait un apport important aux bases d'étude de la musique azerbaïdjanaise, surtout de son domaine principal—mugham. Les structures tonales perse et azerbaïdjanaise étaient basées sur les calculs du philosophe médiéval, originaire d'Azerbaïdjan Safi ad-Din Al-Urmavi. Mais, au début du XXe siècle, c'est Uzeïr Hadjibeyov, qui avait défini la structure tonale des rangs modaux, au moyen d'étude du système modal du luth azerbaïdjanais, connu sous le nom de «tar». Hadjibeyov a décrit le mugham « en forme d'un immeuble avec 12 colonnes et 6 tours, d'où on peut voir les quatre points cardinaux : de l'Andalousie à la Chine, et de l'Afrique au Caucase… ». M. Ismaylov écrivait, que « …les méthodes d'expression monodique et de développement, y compris répétitions, séquence, variations, sont devenus un matériel important pour la composition du mugham en tant que « temple de la musique…». Dans les conditions des discussions, menées dans les milieux musicaux sur le sujet de l'harmonisation des mélodies traditionnelles, Uzeïr Hadjibeyov proposait dans ses ouvrages théoriques de continuer ce processus, en évitant en même temps de causer du dommage au caractère de la musique azerbaïdjanaise et aux méthodes de son interprétation. D'après lui, la mauvaise harmonisation pourrait changer le caractère de la musique traditionnelle, neutraliser sa modalité et même la vulgariser. Mais, en même temps, il croyait que la musique azerbaïdjanaise ne devait pas rester toujours monodique. Il indiquait, que la polyphonie ne doit pas se baser sur la séquence d'accords ou des cadences harmoniques, qui demandent des changements dans la structure modale, mais sur la combinaison des mélodies logiquement structurée, prises à part.  
Dans son activité pédagogique, Hadjibeyov enseignait les règles et les exigences, réclamées pour les compositeurs. Ainsi, dans la préface du recueil La Musique d'Azerbaïdjan soviétique pendant la Grande Guerre patriotique il écrit :
« La stylisation superficielle d'une œuvre musicale la prive d'authenticité, de sincérité et, en général, de valeur esthétique et artistique sans lui donner, cependant, de véritable tonalité nationale. À mon avis, le  problème se résolve tout à fait autrement. Chaque nation demande à ses compositeurs de créer des œuvres,  aussi complexes soient-ils, en langue musicale proche et maternelle. Pour cela, il est demandé au compositeur de connaître cette langue à la perfection».  
Uzeïr Hadjibeyov était l'initiateur de la fondation du Conservatoire national d'Azerbaïdjan. En 1927, il a publié le recueil de chansons azerbaïdjanais en commun avec Muslim Magomayev en les reportant sur les notes. En 1931, l'Orchestre d'instruments traditionnels azerbaïdjanais a été créé sous la direction d'Hadjibeyov. En 1936, il participait à la création du Chœur national azerbaïdjanais auprès de la Philharmonie.
Le compositeur est également connu comme pédagogue et enseignant de plusieurs compositeurs et musiciens, célèbres en Azerbaïdjan et à l'étranger. Les élèves célèbres du maestro étaient Afrasiab Badalbeyli, Saïd Rustamov, Asaf Zeynalli, Shamsi Badalbeyli, Niyazi, Jovdet Hagiev, Tofiq Guliyev, Gara Garayev, Djanguir Djanguirov, Fikret Amirov, Shafiqa Akhundova. Voici comment les élèves parlent de l'impact de leur enseignant sur leur formation en tant que personnes créatives :
«L'immortel artiste Uzeïrbey, créateur d'une école de musique professionnelle azerbaïdjanaise nous a toujours encouragés d'étudier les qualités positives de la culture musicale d'autres nations, d'en bénéficier et de l'appliquer afin de développer la culture musicale nationale».
Fikret Amirov
« Rare combinaison de talent de composition puissant avec les données de dramaturge exceptionnel a permis à Uzeïr Hadjibeyov d'exprimer ses pensées et ses idées sous une forme artistique éclatante. La musique merveilleuse était le propagateur le plus passionné des idées novatrices de l'époque, qui pénétraient dans l'âme des auditeurs, en réveillant en eux les meilleurs sentiments élevés.
Gara Garayev.
En 1938, Uzeïr Hadjibeyov a été décoré de l'ordre de Lénine et du nom d'« Artiste du Peuple » de l'URSS. En 1946, il a reçu le Prix Staline et la deuxième fois pour la musique du film Archine mal alan. Dans la période de 1928 à 1929 et de 1939 à 1948 il occupait le poste du recteur du Conservatoire national d'Azerbaïdjan. Les dix dernières années de sa vie, U.Hadjibeyov dirigeait l'Union des compositeurs d'Azerbaïdjan. En plus de cela, Hadjibeyov était le membre permanent de l'Académie des sciences d'Azerbaïdjan dès sa fondation, en 1945, et deux fois député du Soviet suprême de l'URSS (1937, 1941). Dmitri Chostakovitch a apprécié l'apport d'Uzeïr Hadjibeyov à la culture azerbaïdjanaise comme suit :
« Hadjibeyov a consacré toute sa vie au développement de la culture musicale azerbaïdjanaise de l'époque soviétique… Il fut le premier à jeter les bases de l'art lyrique azerbaïdjanais, et à organiser soigneusement l'éducation musicale. Un travail important est fait par lui pour le développement de la musique symphonique ».

## Mémoire

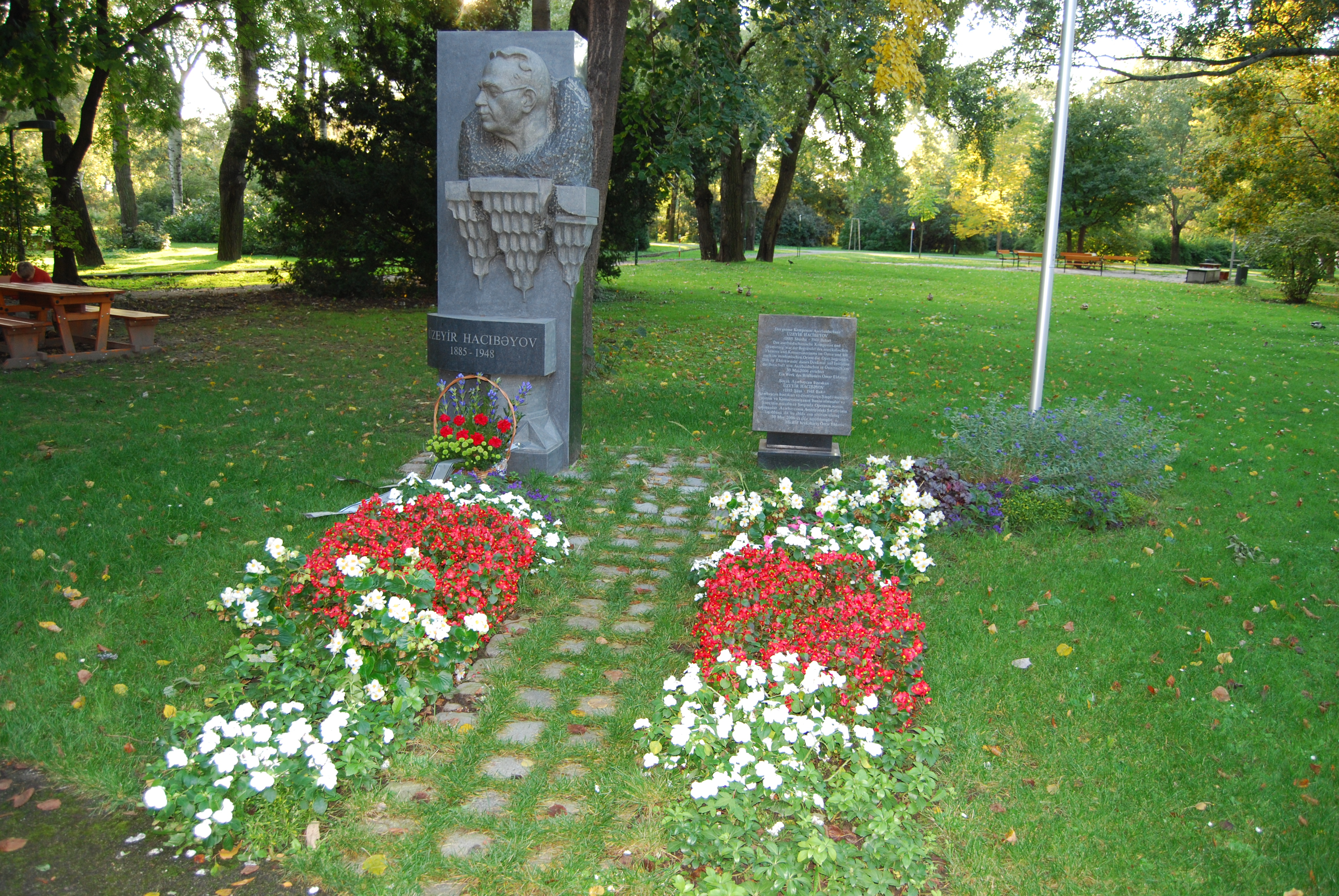
Monument à Uzeïr Hadjibeyov à Vienne

- Jour de naissance d'Uzeïr Hadjibeyov, 18 septembre, est célébré en Azerbaïdjan comme journée de la musique.

- En 1977, le bateau, construit à Volodarsk, avait été nommé d'après Uzeïr Hadjibeyov[49].

- Le prix d'État de la RSS d'Azerbaïdjan a été nommé d'après son nom.

- Par le nom du compositeur ont été nommés l'avenue à Bakou, l'Académie de musique de Bakou (Conservatoire jusqu'à1991), l'Orchestre symphonique national d'Azerbaïdjan, ainsi que le prix d'État pour les mérites dans le domaine de la culture.

- En 1956 et 1960, à Bakou, ont été installés les monuments à Hadjibeyov : en 1956 — sur le tombeau du compositeur (auteur : O.Eldarov), en 1960 — devant le Conservatoire (auteur : T. Mamédov)[50].

- En 1959, la maison-musée d'Uzeïr Hadjibeyov a été ouverte à Shousha, en 1975— à Bakou[51].

- En 1959, le buste et le monument ont été installés à Shousha. Par la suite, selon le journaliste de Bi-bi-ci, Thomas de Waal, le buste « troué par les balles » a été démonté et vendu pour la ferraille aux Arméniens qui s'étaient emparés de Shousha en 1992[52]. Aujourd'hui, le buste se trouve sous le ciel ouvert du musée des Beaux-Arts d'Azerbaïdjan.

- En 1981, le film intitulé Les Accords de la longue vie a été tourné sur la vie d'Uzeïr Hadjibeyov, d'après le scénario de l'écrivain et dramaturge Anar, dont il était en même temps le réalisateur[53].

- En 2006, on a ouvert le buste du compositeur à Vienne, en présence du ministre de la Culture Abulfaz Garayev[54].

- En 2008, sous l'égide de l'UNESCO, a été célébré le centenaire de l'opéra Leyli et Medjnoun d'Uzeïr Hadjibeyov.

- En 2011, le buste du compositeur a été ouvert dans la ville serbe Novi-Sad.

- Le Festival international de musique Uzeyir Hadjibeyov a lieu en Azerbaïdjan au mois de septembre, dès l'an 2009. Les musiciens d'autres pays du monde prennent part au travail du festival en collaboration avec les musiciens azerbaïdjanais.

### Vidéos
- Cenqi from Koroglu -  (Uzeyir Hadjibeyov)
- Arazbari - Uzeyir Hadjibeyov
- Overture from the opera Koroglu. Composer Uzeyir Hadjibeyov. Conducted by Mstislav Rostropovitch